# Bascos
Os bascos são um grupo étnico que habita partes do nordeste da Espanha e do sudoeste da França. Os bascos, sendo nativos de Navarra,[carece de fontes?] são predominantemente encontrados na região conhecida como País Basco, consistindo de quatro províncias na Espanha e três na França, localizadas em volta da borda ocidental dos Pirenéus na região costeira do golfo de Biscaia.
Os bascos são conhecidos nas línguas locais como:
- euskaldunak ("falantes de basco") ou euskotarrak ("nativos do País Basco", neologismo pouco utilizado) em basco.
- vascos em castelhano (há ainda o termo antigo vascongados, que se aplicava na época de Franco àqueles bascos que vivem nas províncias do País Basco. Atualmente é considerado como um termo ofensivo).
- basques em francês.
- bascos em gascão.

Esse artigo discute os bascos como um grupo étnico, o povo basco ou, como em alguns pontos de vista, uma nação, principalmente por outros grupos étnicos que vivem nas regiões bascas.

## Etimologia da palavrabasco
A palavra portuguesa "basco", tal como o francês basque (pronunciada /bask/), o gascão basco (/ˈbasku/) e o espanhol vasco (/ˈbasko/), derivam do latim vasco (/wasko/), plural vascões. A aproximante labiovelar latina /w/ tipicamente se desenvolve para a oclusiva bilabial sonora /b/ em gascão e espanhol (betacismo), provavelmente sob a influência do basco e do aquitaniano (uma língua relacionada com o antigo basco e falada na Gasconha na Antiguidade). Isso explica a paranomásia romana às custas dos aquitanianos (ancestrais dos gascãos): "Beati Hispani quibus vivere bibere est", que se traduz como "Abençoados ibéricos (os romanos consideravam os aquitanianos aparentados com os ibéricos) para quem viver é beber".
Uma teoria frequente sobre a origem da palavra latina vasco é a de que ela derive da latina boscus ou buscus que significa "área arborizada" (bosque, floresta). Estão vascões significa "aqueles que vivem nas terras arborizadas". Contudo, esta etimologia é agora verificadamente equivocada, porque a palavra latina boscus/buscus apareceu apenas na Idade Média, e é provavelmente uma corruptela da palavra do latim clássico arbustus (que significa "plantado como árvore", de arbor, "árvore"), possivelmente sob a influência da palavra germânica busk ou bosk ("arbusto, moita"), cuja origem é desconhecida.
Um outro lado desta teoria indica que a palavra latina vasco ainda signifique "da terra arborizada", mas com origem no moderno basco basoko, onde baso- significa floresta e -ko no final denota posse/genitivo. Além do facto de que basoko é uma palavra do basco moderno (ela pode ter sido uma palavra totalmente diferente há dois mil anos), essa etimologia popular entre os bascos é agora totalmente desacreditada pelos pesquisadores.
Para aumentar o mistério, várias moedas dos séculos II e I a.C. foram encontradas no norte da Espanha, tendo a inscrição barscunes escrita no alfabeto ibérico. O lugar onde foram cunhadas é incerto mas tem sido identificado como Pamplona ou Rocafort, a região onde os historiadores acreditam que os vascões viviam.
Hoje, acredita-se que a palavra latina vasco proceda de uma raiz basca e aquitaniana usada por esses povos para se autodesignar. Esta raiz é eusk-, pronunciada /ewsk/ que é realmente próxima do latim /wasko/. Havia também um povo aquitaniano a que os romanos chamavam Ausci (pronunciado /awski/ em latim), e que parece proceder da mesma raiz.
Em basco moderno, os bascos modernos chamam a si mesmos euskaldunak, singular euskaldun, de euskal- (língua basca) e -dun (aquele que tem). Então euskaldun literalmente significa um falante de basco. Deveria-se notar que nem todos os bascos são falantes do idioma basco (euskaldunak), e nem todos os falantes de bascos são etnicamente bascos (estrangeiros que aprenderam basco também são euskaldunak). Para remediar essa inconveniência, um neologismo foi cunhado no século XIX, a palavra euskotar, plural euskotarrak, que significa uma pessoa etnicamente basca, falando o idioma basco ou não.
Estas palavras bascas todas se originam do nome que os bascos usam para denominar sua língua: euskara. Pesquisadores modernos tem reconstruído a pronúncia e o vocabulário dos antigos bascos, e Alfonso Irigoyen propõe que a palavra euskara proceda do verbo "dizer" em basco antigo, que era pronunciado enautsi (em basco moderno esan) e do sufixo -(k)ara ("forma, jeito, caminho (de fazer alguma coisa)). Então euskara poderia significar literalmente "forma de dizer", "forma de falar". Evidências dessa teoria são encontradas no livro espanhol Compendio Historial escrito em 1571 pelo escritor basco Estebán de Garibay, que registrou o nome nativo da língua basca como enusquera. Contudo, como muitas outras coisas relacionadas com a história basca, essa hipótese não é totalmente exata.
No século XIX, o ativista nacionalista basco Sabino Arana pensou que havia uma raiz original eusko de eguzkiko ("do sol", presumindo uma religião solar). A partir disto ele criou o neologismo Euskadi para seu objetivo de um País Basco independente. Esta teoria está em descrédito hoje em dia, com a única etimologia séria sendo enautsi e -(k)ara. Mas o neologismo Euzkadi ainda é largamente usada no basco e no espanhol.

## História
A história do povo basco é coberta de mistério; quaisquer que sejam suas origens, acredita-se amplamente que os bascos tenham ocupado uma única região da Europa há muito mais tempo que qualquer outro grupo étnico identificável.
As fontes básicas para a história antiga dos bascos são os escritores clássicos, especialmente Estrabão, que no século I registrou que o norte de onde hoje se localiza Navarra e Aragão (região imediatamente a leste da atual comunidade autônoma do País Basco) era habitada por um povo conhecido como vascones. Embora a palavra vascones seja claramente relacionada à moderna palavra "basco", não se sabe com certeza se os vascones eram os ancestrais dos bascos modernos.
Mesmo assumindo que os vascones eram os bascos, a pré-história desse povo antes daquela época (século I) é necessariamente conjetural. As principais teorias em disputa são:
- Os bascos chegaram como parte das migrações indo-europeias para a Europa em cerca de 2000 a.C.
- Os bascos chegaram muito antes, quando a migração Cro-Magnon desalojou ou assimilou a população Neandertal local.

### Primeiras referencias históricas
No século I, Estrabão escreveu que o norte do que hoje são Navarra (Nafarroa em basco) e Aragão era habitado pelos Vascones.

### Domínio romano
O noroeste da Espanha, incluindo as regiões bascas, foram alcançadas pela primeira vez pelos romanos sob Pompeu no século I a.C., mas o domínio não foi consolidado até a época do imperador Augusto. A negligência dos romanos deixou os bascos à vontade, e eles mantiveram suas leis tradicionais e lideranças. Essa pobre região foi pouco desenvolvida pelos romanos e não há muita evidência de romanização; isso certamente contribuiu para a sobrevivência da língua basca.
Uma enorme presença romana estava localizada na guarnição militar de Pompaelo (Pamplona), cidade fundada por Pompeu na margem sul dos Pirenéus. A região ao norte foi conquistada após uma feroz campanha na qual os romanos lutaram contra os cantábrios. Há resquícios arqueológicos desse período de guarnições militares posicionadas todas ao longo do Ebro para proteger as rotas comerciais e ao longo da estrada romana entre Asturica (atual Astorga, na Espanha) e Burdigala (atual Bordéus, na França). Os bascos eram usados pelos romanos para proteger as fronteiras do seu império (como fizeram com outros povos). Por exemplo, uma unidade de Vardulli ficava estacionada na Muralha de Adriano no norte da Bretanha por muitos anos, e às vezes recebiam o título fida ("confiável", "fiel") por alguns serviços agora esquecidos prestados ao imperador. Mesmo hoje, nacionalistas bascos veem a época do Império Romano como uma época ideal, reivindicando que mesmo não havendo independência basca, os bascos tinham quase total controle interno. Adicional à falta de guarnições romanas, a sobrevivência da cultura basca era auxiliada pelo fato de que o País Basco era uma região pobre. A região não possuía terras férteis ainda não utilizadas que poderiam ser usadas para assentar colonos romanos e possuíam poucas mercadorias que interessariam aos romanos. Apenas um pequeno número de comerciantes teria chegado até lá. Esse isolamento sem dúvida permitiu à língua basca sobreviver e não ser sobrepujada pelo latim ou por outras línguas.

### Idade Média
A história do País Basco torna-se obscura, no entanto, com a chegada dos povos germânicos e com o colapso do Império Romano. Estando em uma área isolada no centro de um vasto império, os bascos estavam localizados na fronteira entre os reinos guerreiros visigodo e franco. O País Basco se tornou um território estrategicamente importante e desejado por ambos os lados.
Nessa mesma época os bascos perderam seu estilo de vida, que era dependente do comércio com o Império Romano. Estas duas mudanças transformaram os bascos de um dos mais dóceis povos da Europa num grupo de eficientes guerreiros empenhados em sobreviver. Um importante rei basco de aproximadamente esta época era Inhigo Arista (c. 781-852), primeiro rei de Pamplona. Há registros dispersos de presumidos bandoleiros, chamados bagaudas (em latim: bagaudae) bascos na Aquitânia e na Espanha roubando tudo aquilo que eles consideravam capaz de comercializar. A maior parte dos confrontos com os bascos eram, no entanto, instigados por estrangeiros. Tanto francos quanto visigodos enviavam exércitos através do País Basco repetidamente.

### Da Renascença ao século XIX

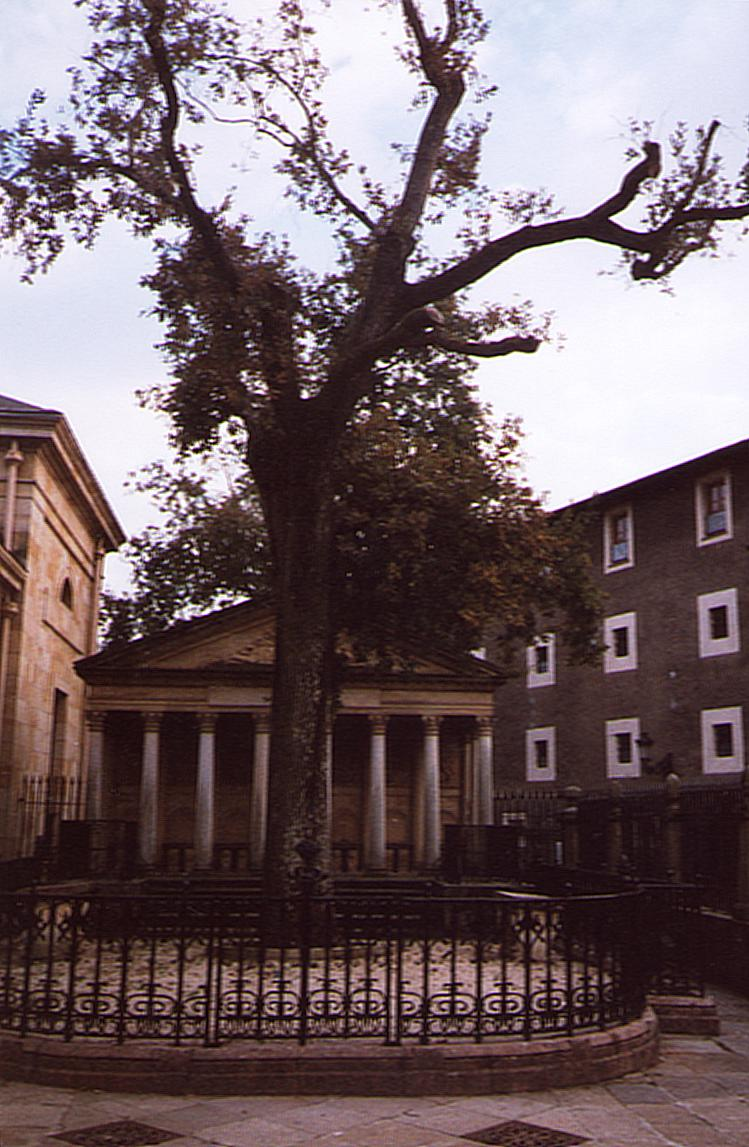
O carvalho Guernica é um símbolo das liberdades bascas.

No final da Idade Média, as terras bascas estavam divididas entre França e Espanha. A maior parte da população basca acabou na Espanha, situação que persiste até a atualidade. Os navarros e bascos de Guipúzcoa, Vizcaya e Álava possuíam um alto grau de autonomia em suas províncias na Espanha e França, funcionando praticamente como estados-nações separados: os fueros deram a cada província basca em separado leis locais, impostos e justiça. Os bascos, servindo sob bandeira espanhola, eram afamados marinheiros, e no final do século XVI, ensinaram aos marinheiros como usar o arpão na caça às baleias. Navios espanhóis com muitos marinheiros bascos estavam entre os primeiros navios europeus a alcançar a América do Norte, e muitos dos primeiros colonos europeus no Canadá e nos Estados Unidos eram de origem basca.
A Reforma Protestante produziu algumas invasões, apoiadas por Joana d'Albret, rainha da Baixa Navarra. No século XVI, nas proximidades de Baiona (França), uma burguesia basco-falante estimulou a impressão de livros na língua basca, a maioria com temas cristãos. O protestantismo era contudo perseguido pela Inquisição espanhola e, no nordeste, o rei protestante navarro se converteu ao Catolicismo Romano e se tornou Henrique IV de França.
O governo autônomo das províncias bascas setentrionais teve fim com a Revolução Francesa, que centralizou o governo e aboliu todos os vários privilégios locais garantidos pelo Antigo Regime. Alguns bascos assumiram posições contra-revolucionárias com alguns participando ativamente, tendo até mesmo um projeto constitucional basco sido escrito pelo revolucionário basco Garat. Na Espanha, os bascos lutaram para manter seu governos autônomos no século XIX nas guerras carlistas ao lado das forças tradicionalistas e nominalmente absolutistas. Com as forças constitucionais saindo-se vitoriosas nessas guerras, os bascos perderam a maioria (mas não todas) de suas liberdades tradicionais. Então, as mesmas guerras que trouxeram uma relativa liberdade à maior parte da Espanha também aboliram quase todas as liberdades bascas. De qualquer forma, as províncias bascas espanholas mantiveram a mais ampla autonomia dentro da Espanha peninsular, contudo bem menor do que haviam experimentado no passado.
O avanço dos costumes espanhóis a partir das fronteiras bascas até a fronteira francesa formou um novo mercado protegido na Espanha para a incipiente indústria basca.

### História moderna
Os novos mercados encorajaram a substituição das antigas forjarias por modernos alto-fornos, que processavam o minério de ferro local ao invés de exportá-lo para a Grã-Bretanha. A mineração e a indústria siderúrgica solicitou trabalhadores, primeiro entre os camponeses bascos, depois das vizinhas Navarra, Castela, La Rioja e até das mais afastadas Galiza e Andaluzia. As terríveis condições de trabalho desses trabalhadores (Biscaia tinha uma das mais altas taxas de mortalidade da Europa) estimulou a difusão de ideologias esquerdistas.
O fim do século XIX testemunhou o aparecimento do novo nacionalismo basco com a fundação do Partido Nacionalista Basco (Eusko Alderdi Jeltzalea), no qual ideias democratas-cristãs foram mescladas ao racismo contra trabalhadores imigrantes espanhóis que eram vistos como deturpadores da pureza da mítica raça basca. O partido reivindicava independência ou ao menos autonomia.
Em 1931 a Espanha se tornou uma república e em pouco tempo à Catalunha (a mais etnicamente distinta região dentro da Espanha depois do País Basco, também com um forte movimento independentista) foi concedido o governo autônomo. Contudo, os bascos tiveram que esperar até a Guerra Civil Espanhola para garantir os mesmos direitos.
Os bascos lutaram de ambos os lados da guerra: com os nacionalistas bascos e esquerdistas de Biscaia e Guipúzcoa ao lado da Segunda República Espanhola; e os carlistas navarros ao lado das forças revoltosas do General Francisco Franco (conhecidas no resto da Espanha como Nacionales - Nacionais). Hoje, alguns nacionalistas bascos declaram que a Guerra Civil Espanhola foi uma guerra da Espanha contra os bascos, apesar de os bascos terem lutado de ambos os lados. Não há dúvida, de qualquer forma, de que uma das maiores atrocidades dessa guerra foi o bombardeio de Guernica, a tradicional capital de Biscaia, por aviões alemães. A maior parte da cidade foi destruída e uma grande parte da história basca foi apagada.
Em 1937, aproximadamente na metade da guerra, as tropas do Governo Autônomo Basco se renderam em Santoña às tropas italianas aliadas do General Franco na condição de que a indústria pesada e a economia bascas não fossem atingidas, iniciando um dos mais severos períodos da história basca na Espanha. Para muitos esquerdistas na Espanha esse evento é conhecido como a Traição de Santoña, sendo muitos soldados bascos perdoados para se unir ao exército franquista no resto das batalhas no front norte.

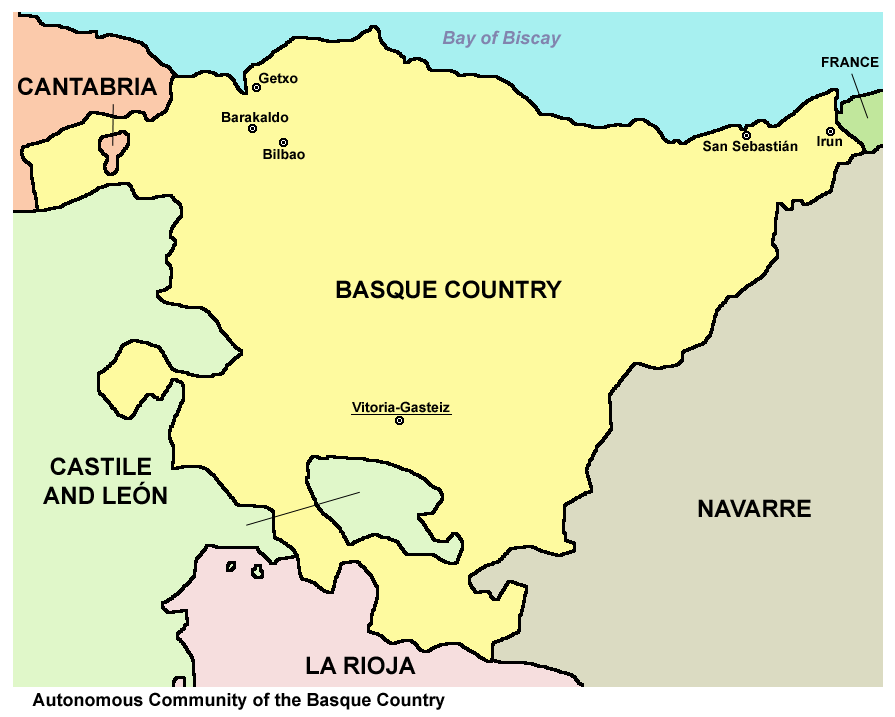

Após a guerra, Franco iniciou um dedicado esforço para consolidar a Espanha como um estado-nação unificado. O regime de Franco introduziu várias leis contra todas as minorias espanholas, inclusive aos bascos, empenhando-se em suprimir suas culturas e línguas. Considerando Biscaia e Guipúzcoa províncias traidoras, ele aboliu o que restava de autonomia, mas Navarra e Álava mantiveram pequenas forças policiais locais e alguma autonomia.
A oposição a essas ações criou um violento movimento separatista basco. O grupo armado responsável pela maioria dos ataques é conhecido como Euskadi Ta Askatasuna (ETA), que significa Terra Basca e Liberdade. A morte de Franco e o fim de seu regime viu o fim da repressão e a criação de uma região autônoma basca na Espanha, mas não o fim da violência separatista, que até 2005 tinha resultado em cerca de 1000 mortes no intervalo de 30 anos. Entre 1979 e 1983, o País Basco e as regiões vizinhas haviam conseguido grande autonomia do governo espanhol. Essa autonomia inclui um parlamento eleito, força policial, sistema educacional, sistema de coleta de impostos, etc.
A Navarra foi oferecida a oportunidade de se unir ao País Basco autônomo, mas escolheu o status de região autônoma em separado.

## A diáspora basca
A diáspora basca é a descrição dada à dispersão do povo basco por todo o mundo. Os bascos não têm um país independente que possam chamar de seu, estando divididos entre os estados espanhol e francês. Muitos bascos deixaram o País Basco e seguiram para outras partes do mundo por razões políticas ou econômicas.
Um grande número de bascos emigrou para Argentina, Chile, México e Estados Unidos. Em todos esses países lugares foram batizados após sua chegada com nomes bascos como Nova Biscaia, agora Durango no México e Durango e Biscayne Bay nos Estados Unidos. No México a maioria dos grupos estão concentrados em Monterrey e Durango.
O destino da maioria dos emigrantes bascos foi a Argentina, com a cultura basca contribuindo muito com a cultura argentina. Há centros culturais bascos na maioria das grandes cidades, assim como escolas de língua basca. A muitos lugares foram dados nomes bascos, inclusive ao principal aeroporto internacional, Ezeiza. Muitos dos presidentes argentinos eram de ascendência basca, como Hipólito Yrigoyen, Pedro Eugenio Aramburu e Justo José de Urquiza, sem mencionar outras figuras, especialmente Ernesto Che Guevara. Estima-se que haja cerca de 15 000 sobrenomes na Argentina de origem basca.
O Chile também recebeu muitos emigrantes bascos. Por exemplo, Augusto Pinochet é de origem basca (através do sobrenome de solteira da sua mãe, Ugarte).
O Brasil teve um Presidente da República descendente de bascos, foi o general Emílio Garrastazu Médici, que governou o país na década de setenta do século XX, durante o regime militar.
A maior comunidade de bascos nos EUA está em Boise, Idaho. Em Boise se localiza o Centro Cultural e Museu Basco. A área em torno do centro inclui várias lojas e restaurantes recheados de cultura basca no assim chamado "quarteirão basco" e a cidade recebe um grande festival basco conhecido como Jaialdi a cada cinco anos. Outra grande comunidade de bascos vive no Vale Central da Califórnia, principalmente na cidade de Bakersfield, onde há vários restaurantes bascos e um salão basco que anualmente abriga um grande encontro basco. A maioria dos primeiros imigrantes foram para Bakersfield por causa das oportunidades na agricultura e criação de ovelhas. Reno (Nevada), lar do Departamento de Estudos Bascos da Universidade de Nevada, também possui uma significante população de origem basca. Outra área está localizada no extremo sul do Texas ao longo do Rio Grande. Na região em torno do Rio Grande próxima aos atuais Condado de Star, Condado de Zapata e Condado de Hidalgo no Texas, assim como em regiões nos estados mexicanos de Nuevo León e Tamaulipas, sobrenomes de origem basca se destacam como proprietários nas concessões de terra espanholas nos documentos históricos. A maior parte dessas concessões foram usadas para criação e agricultura da mesma forma que criavam ovelhas no País Basco. Esta região do Texas ostenta alguns dos maiores ranchos do estado atualmente.
Alguns desses sobrenomes, como Garza, destacam-se em muitas eleições políticas assim como detêm altos cargos políticos. Uma das famílias mais ricas do México e do mundo carrega esse sobrenome basco. Uma cidade com o nome basco de San Pedro Garza García, no México, tem a maior renda per capita de toda a América Latina. No Caribe, há descendentes bascos nas colinas de Esperón na província de Havana, onde a maioria originalmente se fixou durante o período colonial espanhol.

## Geografia e distribuição
A atual região autônoma basca da Espanha, conhecida como "Euskadi" em basco, "País Vasco" em espanhol, "Pays Basque" em francês e País Basco em português, é composta de três províncias ou territórios: Álava (Araba/Álava), Biscaia (Bizkaia/Vizcaya) e Guipúzcoa (Gipuzkoa/Guipúzcoa) (nos três casos, o nome basco seguido do espanhol). Há cerca de 2 130 000 pessoas vivendo no País Basco: Álava, 279 000; Biscaia, 1 160 000; Guipúzcoa, 684 000. As mais importantes cidades são: Bilbau (Bilbo/Bilbao) em Biscaia, São Sebastião (Donostia/San Sebastián) em Guipúscoa e Vitória (Gasteiz/Vitória) em Álava. Tanto o basco quanto o espanhol são línguas oficiais, sendo o espanhol virtualmente entendido por 100% da população; 27% da população fala basco, mas o número de falantes está crescendo pela primeira vez em muitos séculos, devido ao incentivo oficial e à simpatia popular.
Há também um substancial sentimento basco entre a população da vizinha comunidade autônoma espanhola de Navarra e nas regiões vizinhas da França. Também há pelo menos alguma presença étnica basca em muitos países das Américas, como Argentina, Chile, México, Uruguai, e comunidades em Idaho, no leste de Nevada, sul do Texas e por toda a Califórnia, para onde primeiro emigraram para criar ovelhas.

## Conflitos políticos

### Língua
Os governos espanhol e francês tentaram, às vezes, suprimir a identidade cultural e linguística basca. A República Francesa, epítome do estado-nação, tem uma longa história de tentativas de absorção cultural completa de grupos étnicos minoritários. A Espanha tem, na maior parte da sua história, garantido algum grau de autonomia linguística, cultural e política aos bascos, mas sob o regime de Francisco Franco o governo espanhol reverteu os avanços do nacionalismo basco, por ter lutado do lado oposto da Guerra Civil Espanhola. A atividade cultural basca foi limitada a eventos folclóricos e à Igreja Católica.
Atualmente, o País Basco dentro da Espanha goza de uma autonomia política e cultural extensiva. Muitas escolas na região usam o basco como primeira língua de ensino. De acordo com a BBC "cerca de 90% das crianças bascas estão agora matriculadas em escolas de ensino em língua basca". Contudo, em Navarra, o basco foi declarada língua em extinção, desde que o governo conservador da Unión del Pueblo Navarro se opôs ao nacionalismo basco e aos símbolos bascos, destacando sua própria autonomia.
O incentivo à língua basca tem causado protestos por aqueles que temem que os falantes apenas de espanhol passem a ser vistos como cidadãos de segunda classe. De qualquer forma, o espanhol é hoje essencial para a vida cotidiana.
Estudos recentes, apontam que a origem da língua basca que até muito recentemente considerava-se de origem pré-histórica e anterior a chegada dos falantes de línguas indo-europeus, é derivada de algum ancestral comum à língua dogon, falada no Mali. 

### Status político e violência
O nacionalismo basco tem defendido com grande força as instituições bascas. Alguns nacionalistas bascos reivindicam que o País Basco tem o direito à autodeterminação, incluindo uma eventual independência. O desejo pela independência é particularmente comum entre os nacionalistas bascos de esquerda. Como a autodeterminação não é reconhecida na Constituição espanhola de 1978, muitos bascos abstiveram-se ou votaram contra no referendo de 6 de dezembro daquele ano. Contudo, a Constituição foi aprovada pela maioria dos espanhóis, navarros e bascos, e o regime autônomo para o País Basco e Navarra foi aprovado em referendos posteriores pelas respectivas populações de cada região.
A atividade nacionalista basca tem seu lado violento na Euskadi Ta Askatasuna (ETA) que apareceu em 1968, uma organização armada que usa assassinatos, bombas e sequestros contra o que eles consideram "interesses espanhóis". Calcula-se que a ETA tenha sido responsável por mais de mil mortes entre militares e personalidades políticas, mas também entre centenas de civis. Um dos ataques mais mortais da ETA ocorreu em 1987 quando uma bomba colocada no supermercado Hipercor em Barcelona matou 17 pessoas, incluindo várias crianças. A ETA é considerada uma organização terrorista pela União Europeia e pelos Estados Unidos.
Na luta contra a ETA, o governo e a justiça espanhóis têm tomado medidas como:
- Banimento da coalização eleitoral HB-Batasuna em 2002 (e sucessivas coalizões) assim como de outras organizações políticas onde foi provado fazerem parte da ETA, dividindo metas e recursos. Um dos parlamentares do Batasuna, Josu Ternera foi responsável pela morte de doze policiais em 1986 em um ataque a bomba em Madrid. Ternera nunca foi julgado e desde 2002 ele está foragido devido às suas pendências com a justiça espanhola.
- Fechamento do jornal Egunkaria em 2003. Várias outras publicações e organizações também ligadas à ETA foram banidas, como o jornal nacionalista Egin e a estação de rádio Egin Irratia. Os jornais Berria e Gara ocuparam os nochos deixados pelos jornais fechados.

### GAL
Na década de 1970, forças policiais paramilitares atacaram o ETA. De 1983 a 1987, o Estado Espanhol fundou e controlou os Grupos Antiterroristas de Liberación (GAL), que era uma força paramilitar de direita que atacava e matava ativistas bascos relacionados com o Batasuna e com o ETA tanto na Espanha quanto na França. O GAL assassinou mais de 23 ativistas e terroristas do ETA. Na década de 1990, várias investigações de figuras públicas conhecidas foram conduzidas na Espanha, o que levou à prisão de oficiais de alta patente da polícia e de um ex-ministro do governo. Há evidências que sugerem que o controle do GAL procedia de altos níveis do governo espanhol.

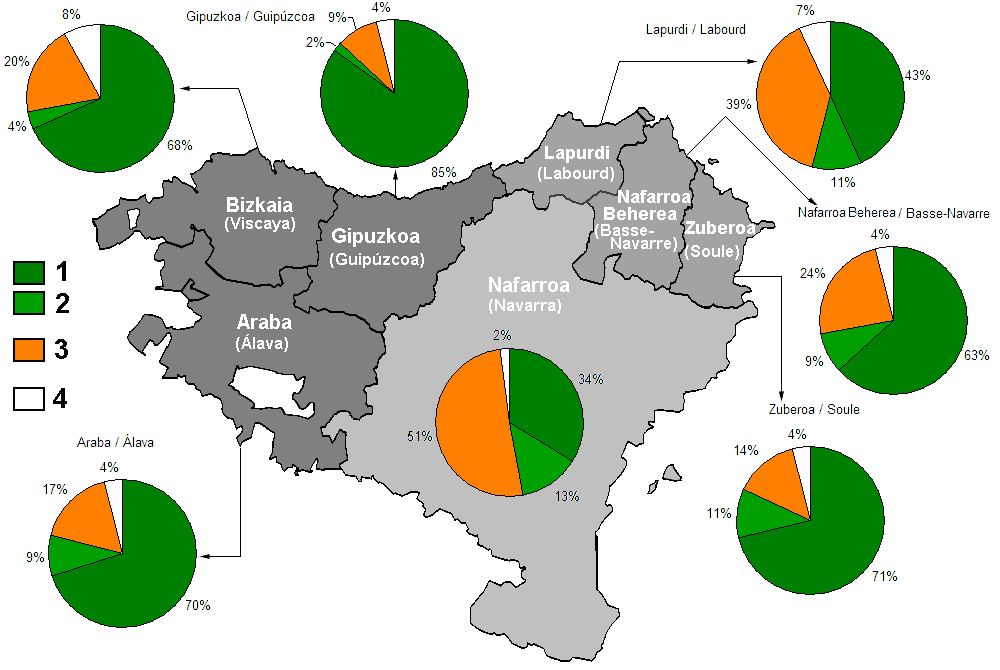
Distribuição da população de acordo com a identidade cultural

## Cultura
Há diferenças sociais interessantes entre os bascos e seus vizinhos. O povo basco tem uma rara ligação sentimental com seus lares. Um lar de alguém é a sua família no País Basco. Mesmo se alguém não estiver mais vivo e não tiver por gerações uma família basca, ele ainda será conhecido pela casa onde viveu. É comum traduzir os sobrenomes bascos como "topo da colina", "do rio", todos relacionados com o local de seu lar ancestral. Essa é uma evidência interessante para considerar os bascos como sendo o único povo que sempre teve uma residência fixa e estável.
Apesar de se ter atribuído aos bascos serem uma sociedade matriarcal, hoje parece claro que a atual estrutura familiar é patrilinear, sendo a posição mais elevada dada ao pai, como nas culturas vizinhas. Todavia há alguns sinais de que nem sempre foi dessa forma. Também deve ser dito que a posição social das mulheres tem sempre sido especialmente melhor que nas regiões vizinhas.
Os fueros herdados favoreciam a unidade da terra herdada (em contraste com a Galiza), assim, até à era industrial, os bascos pobres (geralmente os filhos jovens), emigraram para o resto da Espanha ou França e para as Américas. São Francisco Xavier e conquistadores como Lope de Aguirre eram bascos.
Apesar da crise na indústria pesada, os bascos tem vivido consideravelmente bem nos anos recentes, emergindo da perseguição durante o regime de Franco com língua e cultura fortes e vibrantes. Pela primeira vez em séculos, a língua basca está se expandindo geograficamente levada pelo grande crescimento dos principais centros urbanos de Pamplona, Bilbau e Baiona, onde apenas a algumas décadas atrás a língua basca havia quase desaparecido. A legislação e grandes financiamentos públicos têm ajudado esse crescimento. O estabelecimento do bilinguismo (basco e espanhol) e na maioria das vezes do ensino basco tem levado a demissões controversas daqueles professores que não alcançam o domínio necessário da língua basca.
A abertura do novo Museu Guggenheim em Bilbau é amplamente vista como um símbolo do renascimento linguístico e cultural.
Uma característica do século XX da cultura basca é o fenômeno dos txokos ("esquina" ou "recanto" em basco), sociedades gastronômicas onde os homens se reúnem para cozinhar e degustar suas próprias comidas. Até recentemente, permitia-se a presença de mulheres apenas uma vez por ano.

### Língua

Mapa cronológico que mostra o desenvolvimento da língua basca (basque).

Até 2005, virtualmente todos os bascos falam a língua principal de seus respectivos países. Além do espanhol e do francês, cerca de um quarto dos bascos falam a língua basca, língua que ainda não foi classificada em nenhuma família linguística.
A língua basca é então uma língua isolada, embora o espanhol a tenha influenciado enormemente, particularmente no conjunto de vogais. Uma teoria alternativa afirma que foi o atual conjunto simplificado de vogais bascas que influenciou o desenvolvimento do espanhol a partir do latim vulgar.
Essa língua única e isolada tem atraído o interesse de uns poucos linguistas que tentam descobrir sua história e origem.
As inscrições em basco mais antigas são do final da Idade Média, o que não é, contudo, evidência de sua chegada, porque os bascos já estavam muito bem estabelecidos na região há muito tempo. Mais ou menos na mesma época e local, as línguas românicas castelhana e navarro-aragonesa começaram a se diferenciar do latim medieval.

### Religião
A maioria dos bascos são católicos romanos. Nos séculos XIX e XX, os bascos foram um grupo que se tornou notavelmente devoto e assíduo. Nos anos mais recentes essa assiduidade tem caído, como na maior parte da Europa Ocidental. A região forneceu missionários como Francisco Xavier e Michel Garicoïts. Inácio de Loyola, fundador da Companhia de Jesus, era basco.
Uma semente de protestantismo no País Basco causou a primeira tradução do Novo Testamento para o basco por Joannes Leyçarraga. Após o rei de Navarra se converter ao catolicismo para se tornar rei da França, o protestantismo quase desapareceu.
Baiona, na França, manteve uma comunidade judaica composta principalmente de judeus sefarditas fugidos das inquisições espanhola e portuguesa.

#### Religião pré-cristã e mitologia
Há fortes evidências de religião anterior à Era Cristã, refletidas em incontáveis lendas e tradições duradouras. Essa religião pré-cristã era aparentemente centralizada em um espírito feminino superior: Mari. Seu consorte Sugaar também parece ter alguma importância. Esse casal de deuses parece manter um poder étnico superior e também o poder da criação e destruição. Diz-se que quando eles se recolhiam nas cavernas dos altos picos sagrados, eles produziam as tempestades. Esses encontros tipicamente aconteciam nas noites de sexta-feira, o dia histórico do encontro das bruxas. Dizia-se que Mari residia no monte Anboto, e periodicamente ela cruzava os céus como uma luz brilhante para alcanças seu outro lar no monte Txindoki.
Outra divindade parece ser Urtzi (também Ost, Ortzi: "céu"), mas também parece que ele foi importado, porque as lendas não falam dele. Porém seu nome aparece como um dia da semana, nome de mês e eventos meteorológicos. Na Idade Média, Aymeric Picaud, um perergino francês, escreveu sobre os bascos, dizendo: et Deus vocant Urcia ("e o nome de seu deus é Urci-a", sendo o -a o nominativo basco ou artigo sufixado).
As lendas também falam de diversos espíritos ou gênios, como jentilak (equivalente aos gigantes mitológicos), lamiak (equivalente às ninfas), mairuak (construtores dos círculos de pedra, literalmente "mouros"), iratxoak (demônios), sorginak (bruxas, sacerdotisas de Mari), etc. Basajaun é uma versão basca para o homem selvagem. Há um trapaceiro chamado San Martin Txiki ("San Martin Pequeno").

### Desportos
O País Basco tem contribuído com vários grandes esportistas, principalmente no futebol, ciclismo, jai-alai, rúgbi e baseball.
O principal esporte no País Basco, como no resto da Espanha e da França, é o futebol. As principais equipas Athletic Bilbao, Real Sociedad, Osasuna e Alavés disputam o campeonato espanhol. O Athletic Bilbao tem como política contratar apenas jogadores bascos, ou jogadores que tenham crescido e treinado nos clubes bascos de categorias menores. Essa política tem sido aplicada com flexibilidade variável ao longo do tempo.
O ciclismo profissional é muito popular no País Basco. Nas corridas muitas vezes pode-se ver fãs bascos alinhados à beira das estradas vestindo laranja, a cor corporativa da companhia telefônica Euskaltel, cunhando o termo pressão laranja durante os estágios dos Pirenéus do Tour de France.
O ciclista navarro Miguel Indurain (já aposentado) foi o primeiro a vencer o Tour de France cinco vezes consecutivas, além de também vencer o Giro d'Italia e o Campeonato Mundial de Ciclismo na categoria individual contra o relógio. Um outro ciclista basco, Abraham Olano venceu a Volta da Espanha e o mundial de ciclismo.
Na França, o râguebi é um outro esporte popular na comunidade basca. Em Biarritz, o clube local de rúgbi é o Biarritz Olympique Pays Basque, nome em referência à herança basca do clube. Seu uniforme traz as cores vermelho, branco e verde, e seus torcedores são conhecidos por agitar a bandeira basca ns arquibancadas. O mais famoso jogador basco de Biarritz é o legendário zagueiro francês Serge Blanco, cuja mãe era basca. Didier Deschamps, capitão do título mundial francês em 1998, nasceu em Baiona, na parte francesa do País Basco, assim também como Bixente Lizarazu, que nasceu em Saint-Jean-de-Luz.
Pelota basca e jai alai são versões bascas da família de jogos europeus que inclui o tênis e o squash.

## Classificação
Assim como a língua basca, os bascos são geralmente considerados como sendo um grupo étnico isolado.
Os bascos são nitidamente um grupo étnico distinto em sua região nativa. Eles são cultural e, principalmente, linguisticamente distintos de seus vizinhos próximos, e a afirmação controversa tem sido feita de que eles também sejam geneticamente diferentes. Muitos bascos, especialmente na Espanha, são fortemente, até mesmo violentamente, nacionalistas, identificando-se muito mais como bascos que como cidadãos de qualquer outro estado existente. Realmente, a única questão é o termo a ser usado: o termo "grupo étnico" parece delicado, e um mais favorável parece ser "nação".
Atualmente, como um povo europeu vivendo em uma região altamente industrializada, as diferenças culturais do resto da Europa são inevitavelmente mascaradas, embora uma identidade cultural consciente como povo ou nação permaneça muito forte, assim como uma identificação com a terra natal, até mesmo entre os muitos bascos que emigraram para outras regiões da Espanha e França e para outras partes do mundo.
A mais forte e notável distinção entre os bascos e seus vizinhos tradicionais é linguística. Rodeados por falantes de línguas neo-latinas, os bascos tradicionalmente falavam (e muitos ainda falam) uma língua que, além de não ser romance, sequer é indo-europeia. Embora essa questão esteja sujeita a controvérsias, a crença prevalecente entre os bascos, que forma parte da sua identidade nacional, é de que a língua é uma continuidade daquela que os povos que habitavam a região falavam não apenas da época pré-romana, mas da época pré-céltica, possivelmente de antes das grandes invasões da Europa por tribos asiáticas.